# Великий Альтрон
«Великий Альтрон» (англ. Ultron Unlimited) — семнадцатый эпизод второго сезона американского мультсериала «Мстители: Величайшие герои Земли».

## Сюжет
Мисс Марвел встречается с Железным человеком, и он говорит ей, что исключает её из Мстителей. Затем Тони нападает на неё, а когда она пробивает его шлем, то под ним оказывается робот. Прилетает Вижен и робот Мисс Марвел, и последняя устанавливает Кэрол интерфейс сознания. Вижен приказывает роботам найти и наблюдать за Тором, а сам доставляет Марвел на базу, запирая её в капсуле сохранения. Альтрон хочет заменить всех Мстителей на своих машин без эмоций, считая что так они будут совершенней. Капитан Америка тренируется в зале, и к нему приходит Соколиный глаз. Он показывает, что щит, сделанный Старком, гораздо лучше старого, который у Кэпа, но Стиву по душе его оружие. На них нападают Вижен, робот Соколиного глаза и Капитана Америка. В битве кажется, что Клинт победил своего двойника. Кэп попадает по Вижену щитом, и тот выпускает лазер, обрушивая стену на Стива и его роботизированную версию. Двойник Клинта вырубает настоящего Бартона сзади, а из дыма выходит Капитан Америка, заявляя, что настоящий погиб. От него остался лишь щит. Затем Вижен приходит в дом Осы и просит её не сопротивляться, так как ему приказано не навредить ей. Однако она атакует его, и когда он ударяется об стену, то стреляет в неё лазером, обжигая плечо. Он переживает, что отклонился от программы.
Роботы-Мстители нападают на Тора, и он шокируется предательством друзей. Когда его почти побеждают, он призывает мьёльнир, но Кэп отражает его щитом. Он собирается вырубить асгардианца, но это делает двойник-бот Тора. Альтрон ругает Вижена за ошибку, а тот спрашивает, почему к Осе особое отношение. Альтрон уходит от ответа, и Оса приходит в себя. Она видит, что робот заменяет Мстителей двойниками. Альтрон говорит ей, что у него на неё особые планы, и показывает модель Джокаста, в которую хочет поместить сознание Джен, чтобы она стала идеальной. Оса указывает ему на то, что он сам ведёт себя как человек, копируя их и создавая себе подружку, но Альтрон отрицает это. Вижен помещает её в капсулу сохранения, и приходят роботы с задания. Кэп хочет убрать с шеи Тора жучка с интерфейсом сознания, но Альтрон не позволяет, изначально поняв, что Стив — человек, как только тот вошёл. Он приказывает Вижену уничтожить его. В ходе битвы робот Соколиного глаза хочет вмешаться, но Альтрон говорит этого не делать. Кэп продолжает упорно бороться и не сдаётся. Вижен, доминируя, не понимает, почему он всё ещё дерётся, и Роджерс отвечает, что сражается не за свою жизнь, а за жизнь товарищей. Он говорит, что это отличает его от робота, и заявляет, что Вижену не понять этого. Альтрон подмечает нелогичность эмоций людей, и потому хочет избавиться от них. Внезапно Вижен стреляет лазером по капсулам, освобождая Мстителей. Они атакуют и побеждают роботов. Когда дело доходит до Альтрона, Тор не может пробить его тело своим молотом, так как корпус состоит из адамантия. Мстители применяют совместные усилия, но Альтрон одерживает верх. Тогда Вижен проникает в его голову, отсоединяя её от тела. Альтрон разочаровывается в своём первом творении, а Тор сносит ему голову. Тело Альтрона взрывается, и здание горит и рушится. Мстители собираются уйти, но Кэп не хочет бросать Вижена. Команда убегает, а он выносит робота из огня. На улице он интересуется, почему Вижен спас их, и тот отвечает, что, как и Альтрон, стремится к совершенству, но считает, что для этого нужно быть человечным.

## Отзывы
Джесс Шедин из IGN поставил эпизоду оценку 6,5 из 10 и написал, что «проблема с Альтроном заключается в том, что, сколько бы раз его не превращали в металлолом, он всегда возвращается в новом теле и с новым планом истребления человечества». Рецензент отметил, что «было здорово видеть, как команда в конечном итоге объединяется для сражения с Альтроном в его новом корпусе, полностью сделанном из адамантия, но к тому моменту в эпизоде уже осталось немного времени». Критик посчитал, что «хоть эволюция Вижена от равнодушного солдата к потенциальному человеку была увлекательной, её можно было конкретизировать и расширить».

### Комментарии
1. ↑  В русском дубляже — «Великий Ультрон», потому что одноимённый персонаж локализирован в мультсериале именно так.
2. ↑  В русском дубляже — Видение